# Мамонов, Антон Сергеевич
Анто́н Серге́евич Мамо́нов (19 сентября 1989, Ивантеевка, Московская область) — российский футболист, нападающий клуба «Дружба» (Майкоп).

## Карьера
Стал заниматься в ДЮСШ клуба «Химки» и в 2009 году дебютировал за основную команду. Дебютировал в чемпионате России 9 августа 2009 года в матче «Ростов» — «Химки». В 2010 году в домашней игре с волгоградским «Ротором» (1:3) забил единственный гол за «красно-черных». В том же году отправился в аренду московское «Торпедо». В 2011 году перешел в белореченский «Химик».